# 39
| [ Edytuj tabelę ] |                         |
| Cesarz Chin       | - 25 Guangwudi 57       |
| Władca Korei      | - 18 Daemusin 44        |
| Król Mauretanii   | - 23 Ptolemeusz 40      |
| Król Nabatei      | - 9 p.n.e. Aretas IV 40 |
| Papież            | - 33 Piotr Apostoł 67   |
| Król Partów       | - 8 Artabanus II 40     |
| Cesarz Rzymu      | - 37 Kaligula 41        |
| Król Tracji       | - 38 Remetalkes III 46  |

Rok 39 / XXXIX
stulecia: I wiek p.n.e. ~
I wiek ~
II wiek

lata: 29 «
34 «
35 «
36 «
37 «
38 «
39
» 40
» 41
» 42
» 43
» 44
» 49

## Wydarzenia
- Europa
  - wódz rzymski (późniejszy cesarz) Serwiusz Sulpicjusz Galba wyparł Chattów z Górnej Germanii

## Urodzili się
- 30 grudnia - Tytus, cesarz rzymski
- Lukan

## Zmarli
- Herodiada, wnuczka Heroda Wielkiego. Siostra Heroda Agryppy I (data sporna lub przybliżona) (ur. ok. 15 p.n.e.)